# Pedinó (ort i Grekland, Västra Makedonien)
Pedinó (Pedino) är en ort i Grekland.   Den ligger i prefekturen Nomós Florínis och regionen Västra Makedonien, i den norra delen av landet, 300 km nordväst om huvudstaden Aten. Pedinó ligger 616 meter över havet och antalet invånare är 387.
Terrängen runt Pedinó är varierad. Runt Pedinó är det ganska glesbefolkat, med 32 invånare per kvadratkilometer. Närmaste större samhälle är Ptolemaida, 17,8 km söder om Pedinó. Trakten runt Pedinó består till största delen av jordbruksmark.